# Buellia protothallina
Buellia protothallina är en lavart som först beskrevs av Kremp., och fick sitt nu gällande namn av Vain. 1903. Buellia protothallina ingår i släktet Buellia och familjen Caliciaceae.   Inga underarter finns listade i Catalogue of Life.